# Orilesa
Orilesa is een geslacht van vlinders van de familie bladrollers (Tortricidae).

## Soorten
- O. mediocris (Meyrick, 1914)
- O. olearis (Meyrick, 1912)